# Samuel Remy
Samuel Remy (23 oktober 1973) is een voormalig Belgische voetballer. Hij speelde in Eerste klasse voor Sporting Charleroi. Remy is een middenvelder.

## Carrière
Remy werd opgeleid door Racing Jet Wavre. In 1992 trok hij naar Sporting Charleroi, waar hij zes jaar op het middenveld speelde. In 1999 versierde hij een transfer naar de Oostenrijkse tweedeklasser SK Vorwärts Steyr. In januari 2000 verloor de club echter haar licentie, waardoor Remy net als landgenoten Alain De Nil en Didier Frenay zonder club viel. Remy vond onderdak bij derdeklasser AFC Tubize, waar hij in 2005 werd opgepikt door Oud-Heverlee Leuven. Na twee seizoenen keerde hij terug naar AFC Tubize, waar hij in het seizoen van zijn terugkeer de eindronde in Tweede klasse won. Remy promoveerde echter niet mee naar de Jupiler Pro League: hij trok naar vierdeklasser Wallonia Walhain. Hij sloot zijn carrière af bij RUS Rebecquoise.